# 梅勒梅克鎮區 (密蘇里州傑佛遜縣)
梅勒梅克鎮區（英語：Meramec Township）是位於美國密蘇里州傑佛遜縣的一個行政鎮區。

## 地方資料
梅勒梅克鎮區的面積為250.67平方千米，當中陸地面積為248.09平方千米，而水域面積為2.58平方千米。根據2020年美國人口普查的數據，當地共有人口18869人，而人口密度為每平方千米75.27人。